# Mario Van Peebles
Mario Van Peebles (Mexikóváros, 1957. január 15. –) amerikai színész, rendező, forgatókönyvíró, producer.

## Élete és pályafutása
1957. január 15-én született Melvin Van Peebles rendező és Maria Marx színésznő gyermekeként.
1971-ben állt először a kamerák elé, amikor édesapja Sweet Sweetback's Baadasssss Song című filmjében debütált.
1978-ban közgazdaságtanból szerzett diplomát a Columbia Egyetemen, 1979-ben a New York-i Polgármesteri Hivatalban dolgozott. Az 1980-as évek elején visszatért a filmezéshez. 1984-ben Francis Ford Coppola Gengszterek klubja című bűnügyi drámájában szerepelt, 1987-ben a Cápa 4. – A cápa bosszújában tűnt fel. 1991-ben a New Jack City következett, amely rendezőként és színészként meghozta számára az igazi áttörést.
Az 1990-es évek folyamán játszott a Hegylakó 3. – A mágus (1994), A fekete párduc (1995) és a Halálos tanúvallomás(1998) című filmekben. 2005-ben a Carlito útja: A felemelkedés szereplője volt.

## Filmográfia

### Film
Filmrendező, forgatókönyvíró és producer
| Év   | Magyar cím             | Eredeti cím                      | Feladatkör | Feladatkör | Feladatkör |
| Év   | Magyar cím             | Eredeti cím                      | Rendező    | Író        | Producer   |
| ---- | ---------------------- | -------------------------------- | ---------- | ---------- | ---------- |
| 1989 |                        | Identity Crisis                  | Nem        | Igen       | Nem        |
| 1991 | New Jack City          | New Jack City                    | Igen       | Nem        | Nem        |
| 1993 | Jessie Lee bosszúja    | Posse                            | Igen       | Nem        | Nem        |
| 1995 | A fekete párduc        | Panther                          | Igen       | Nem        | Igen       |
| 1997 | Lökött cowboy akcióban | Los Locos                        | Nem        | Igen       | Igen       |
| 1998 | Csak nőt ne ölj!       | Love Kills                       | Igen       | Igen       | Igen       |
| 1999 | Az ítélet napja        | Judgment Day                     | Nem        | Nem        | Vezető     |
| 1999 |                        | Standing Knockdown (rövidfilm)   | Igen       | Igen       | Igen       |
| 2003 |                        | Baadasssss!                      | Igen       | Igen       | Igen       |
| 2006 | Átkozott szerencse     | Hard Luck                        | Igen       | Igen       | Igen       |
| 2009 |                        | Bring Your 'A' Game (rövidfilm)  | Igen       | Nem        | Igen       |
| 2010 | Fekete-fehér blues     | Redemption Road                  | Igen       | Nem        | Nem        |
| 2010 |                        | Fair Game?                       | Igen       | Nem        | Igen       |
| 2011 |                        | All Things Fall Apart            | Igen       | Nem        | Nem        |
| 2012 |                        | We the Party                     | Igen       | Nem        | Vezető     |
| 2014 | Kerozin cowboyok       | Red Sky                          | Igen       | Igen       | Nem        |
| 2016 | A bátrak háborúja      | USS Indianapolis: Men of Courage | Igen       | Nem        | Nem        |
| 2018 |                        | Armed                            | Igen       | Igen       | Nem        |

Filmszínész
| Év   | Magyar cím                       | Eredeti cím                                   | Szerep                         | Magyar hang            |
| ---- | -------------------------------- | --------------------------------------------- | ------------------------------ | ---------------------- |
| 1971 |                                  | Sweet Sweetback's Baadasssss Song             | fiatal Sweetback / kölyök      |                        |
| 1984 | Exterminator                     | Exterminator 2                                | X                              | Kálid Artúr            |
| 1984 | Gengszterek klubja               | The Cotton Club                               | táncos                         |                        |
| 1985 |                                  | Delivery Boys                                 | Spider                         |                        |
| 1985 |                                  | Rappin’                                       | John Hood                      |                        |
| 1985 |                                  | South Bronx Heroes                            | Tony                           |                        |
| 1986 |                                  | 3:15                                          | suttogó                        |                        |
| 1986 |                                  | Last Resort                                   | Pino                           |                        |
| 1986 | Nagyágyú                         | Hotshot                                       | Winston                        | Széles László          |
| 1986 | Halálhágó                        | Heartbreak Ridge                              | Stitch Jones tizedes           | Incze József           |
| 1986 | Halálhágó                        | Heartbreak Ridge                              | Stitch Jones tizedes           | Felföldi László        |
| 1987 | Cápa 4. – A cápa bosszúja        | Jaws: The Revenge                             | Jake McCay                     | Felföldi László        |
| 1989 |                                  | Identity Crisis                               | Chilly D                       |                        |
| 1991 | New Jack City                    | New Jack City                                 | Stone                          | Jakab Csaba            |
| 1993 | Jessie Lee bosszúja              | Posse                                         | Jesse Lee                      | Jakab Csaba            |
| 1994 | Fenegyerekek                     | Gunmen                                        | Cole Parker                    | Gáti Oszkár            |
| 1994 | Fenegyerekek                     | Gunmen                                        | Cole Parker                    | Kálid Artúr            |
| 1994 | Fenegyerekek                     | Gunmen                                        | Cole Parker                    | Viczián Ottó           |
| 1994 | Hegylakó 3. – A mágus            | Highlander III: The Sorcerer                  | Kane                           | Rajhona Ádám           |
| 1994 |                                  | In the Living Years                           | Norman                         |                        |
| 1995 | A fekete párduc                  | Panther                                       | Stokely Carmichael             |                        |
| 1996 | Solo – A tökéletes fegyver       | Solo                                          | Solo                           | Galambos Péter         |
| 1996 | Solo – A tökéletes fegyver       | Solo                                          | Solo                           | Bognár Tamás           |
| 1997 | Halálos mulatság                 | Stag                                          | Michael Barnes                 | Sinkovits-Vitay András |
| 1997 | Halálos mulatság                 | Stag                                          | Michael Barnes                 | Varga Rókus            |
| 1997 | Crazy Six – Gengszterek háborúja | Crazy Six                                     | Dirty Mao                      |                        |
| 1997 | Lökött cowboy akcióban           | Los Locos                                     | Chance                         |                        |
| 1998 | Halálos tanúvallomás             | Valentine's Day                               | Jack                           | Háda János             |
| 1998 | Csak nőt ne ölj!                 | Love Kills                                    | Poe Finklestein                |                        |
| 1999 | Az ítélet napja                  | Judgment Day                                  | Thomas Payne                   | Kőszegi Ákos           |
| 1999 | Az ítélet napja                  | Judgment Day                                  | Thomas Payne                   | Berzsenyi Zoltán       |
| 1999 | Nyers erő                        | Raw Nerve                                     | Blair Valdez nyomozó           |                        |
| 2000 | A halál két arca                 | Blowback                                      | Don Morrell felügyelő          | Kálid Artúr            |
| 2001 | Testőrzsaru                      | Guardian                                      | Kross nyomozó                  |                        |
| 2001 | Ali                              | Ali                                           | Malcolm X                      | Laklóth Aladár         |
| 2003 | Héber pöröly                     | The Hebrew Hammer                             | Mohammed Ali Paula Abdul Rahim | Barabás Kiss Zoltán    |
| 2003 |                                  | Baadasssss!                                   | Melvin Van Peebles             |                        |
| 2003 |                                  | Gang of Roses                                 | Jessie Lee                     |                        |
| 2005 | Carlito útja: A felemelkedés     | Carlito's Way: Rise to Power                  | Earl                           | Varga Tamás            |
| 2006 | Átkozott szerencse               | Hard Luck                                     | Davis százados                 | Jakab Csaba            |
| 2008 |                                  | Confessionsofa Ex-Doofus-ItchyFooted Mutha    | kalózkapitány                  |                        |
| 2010 |                                  | Multiple Sarcasms                             | Rocky                          |                        |
| 2010 | Hajsza Mexikóban                 | Across the Line: The Exodus of Charlie Wright | Hobbs ügynök                   |                        |
| 2011 |                                  | All Things Fall Apart                         | Eric                           |                        |
| 2011 |                                  | 5th & Alameda                                 | Trevor                         |                        |
| 2011 |                                  | Tied to a Chair                               | Billy Rust                     |                        |
| 2012 |                                  | We the Party                                  | Sutton                         |                        |
| 2012 | Amerikai hadihajók               | American Warships                             | James Winston kapitány         | Galambos Péter         |
| 2014 | Kerozin cowboyok                 | Red Sky                                       | Jason Cutter                   | Laklóth Aladár         |
| 2014 |                                  | Mantervention                                 | Steve                          |                        |
| 2016 |                                  | Submerged                                     | Hector                         |                        |
| 2018 |                                  | Run the Race                                  | Bennet Baker lelkész           |                        |
| 2018 |                                  | Armed                                         | Chief                          |                        |
| 2019 |                                  | A Clear Shot                                  | Gomez                          |                        |
| 2019 |                                  | Immortal                                      | Carl                           |                        |
| 2020 | Kényszerpályán                   | Seized                                        | Mzamo                          |                        |

### Televízió
- Fekete-fehér blues (Black, White and Blues) (2010)
- A hatalom hálójában (2007) (TV film) (rendező)
- Sharpshooter (2007)
- How to Get the Man's Foot Outta Your Ass (2003) (rendező, színész, forgatókönyvíró)
- Crown Heights (2002)
- Fekete vonat (film) (2002)
- Gyilkossági csoport (2002) (rendező, színész)
- A kiválasztott (2000)
- Sally Hemings: Egy amerikai botrány krónikája (2000)
- Flóra mama családja (1998)
- Gyilkos a házban (1998)
- Halálos tanúvallomás (1998)
- Vágyrajárók (1998)
- A banda (1993) (rendező, színész)
- Telihold (film) (1993)
- Lányok a Savoyból (1992)
- Szolgálatban: Utcai harcok (1992)
- Rappin (1985)